# Piazza della Vittoria (Firenze)
Piazza della Vittoria si trova a Firenze e vi convergono via Fratelli Ruffini, via Francesco Puccinotti, via della Cernaia e via Giuseppe Cesare Abba. In tempi recenti la piazza è un punto di ritrovo per i giovani e bambini del quartiere, nonché degli studenti della zona. Piazza della Vittoria è abbellita da quarantacinque piante di pino che le danno l'aspetto di un giardino. In questa piazza (più precisamente, nell'adiacente via Puccinotti), si trova il palazzo del Liceo Ginnasio Dante, opera in stile Coppedè e, in via della Cernaia, la casa di cura Maria Teresa che si affaccia sulla piazza.

## Storia
Nel 1856 l'architetto Giuseppe Poggi aveva presentato al Comune di Firenze il progetto della nuova Stazione ferroviaria che doveva sorgere oltre il Ponte Rosso, vicina ai ponti della ferrovia che sovrasta la via del Romitino e conduce in via Luigi Lanzi. Le villette che sorgono in via Abba, via Nievo e via Crispi erano destinate agli impiegati delle Ferrovie dello Stato. Il progetto non fu realizzato e, sul luogo dove doveva essere costruita la stazione, fu creata piazza della Vittoria
La Piazza fu sviluppata sulla base del nuovo piano regolatore redatto nel 1909, poi perfezionato e attuato tra il 1914 e il 1925 attraverso il cosiddetto Piano Bellincioni. La sua costruzione fu lenta, interrotta dalla Prima guerra mondiale.
Più che essere costruita come foro o mercato, tradizionalmente davanti a chiese e palazzi governativi o come snodo stradale, Piazza della Vittoria nacque più come una piazza-giardino. Il progetto fu realizzato al centro di edifici di rilievo di nuova costruzione, come il Liceo Dante, con l'intento di rappresentare un luogo di riposo, di attività fisica e di socializzazione per diverse fasce d'età per gli abitanti del quartiere. Durante la Prima guerra mondiale, la piazza e le vie vicine furono dedicate agli eventi della guerra, rendendo la piazza un monumento storico importante. Nel 1924 si approvò la toponomastica della piazza, e il suo nome fu cambiato da Piazza Dante a Piazza della Vittoria.
Intorno alla piazza sorsero nuove abitazioni che costituivano il rione della Vittoria, chiamato così nel primo dopoguerra, per poi divenire, nel 1927 - circa - il quartiere Romito-Vittoria, per la vicinanza con la zona del Romito, dove c'era fino dal 1925 la Chiesa dei Frati Cappuccini, con funzioni di Asilo Mortuario (ed era inclusa la via del Romitino). Il quartiere Romito-Vittoria, nel 1927, era compreso a Nord, dal Ponte Rosso a Rifredi e, da Levante verso Ponente, dal Pellegrino al Romito, comprendendo un'area di circa quattro chilometri quadri, con una popolazione di quasi ventimila abitanti, con otto opifici industriali, undici officine meccaniche, numerosi servizi commerciali, il grande Convento dei Cappuccini e il Museo Stibbert.
Nella prima parte del '900 ogni tentativo di creare un'impresa commerciale fu respinto in quanto non consono alla rispettabilità della Piazza. Solo negli anni '50 un'edicola di giornali fu la prima a ricevere la sua licenza.

## Riqualificazione della piazza

### Idee sul progetto
Il 6 febbraio 2020 si svolse una seduta congiunta della Commissione Ambiente di Palazzo Vecchio con la commissione Ambiente del Quartiere 5. Nel corso della sessione, l'Assessore all'Ambiente e i tecnici della Direzione Ambiente spiegarono le diverse fasi dei cantieri per la riqualificazione di Piazza della Vittoria. Il progetto prevedeva un intervento complessivo per quanto riguarda la pianta arborea, gli arredi, la disposizione delle pavimentazioni e l'aumento della fornitura di servizi e impianti.

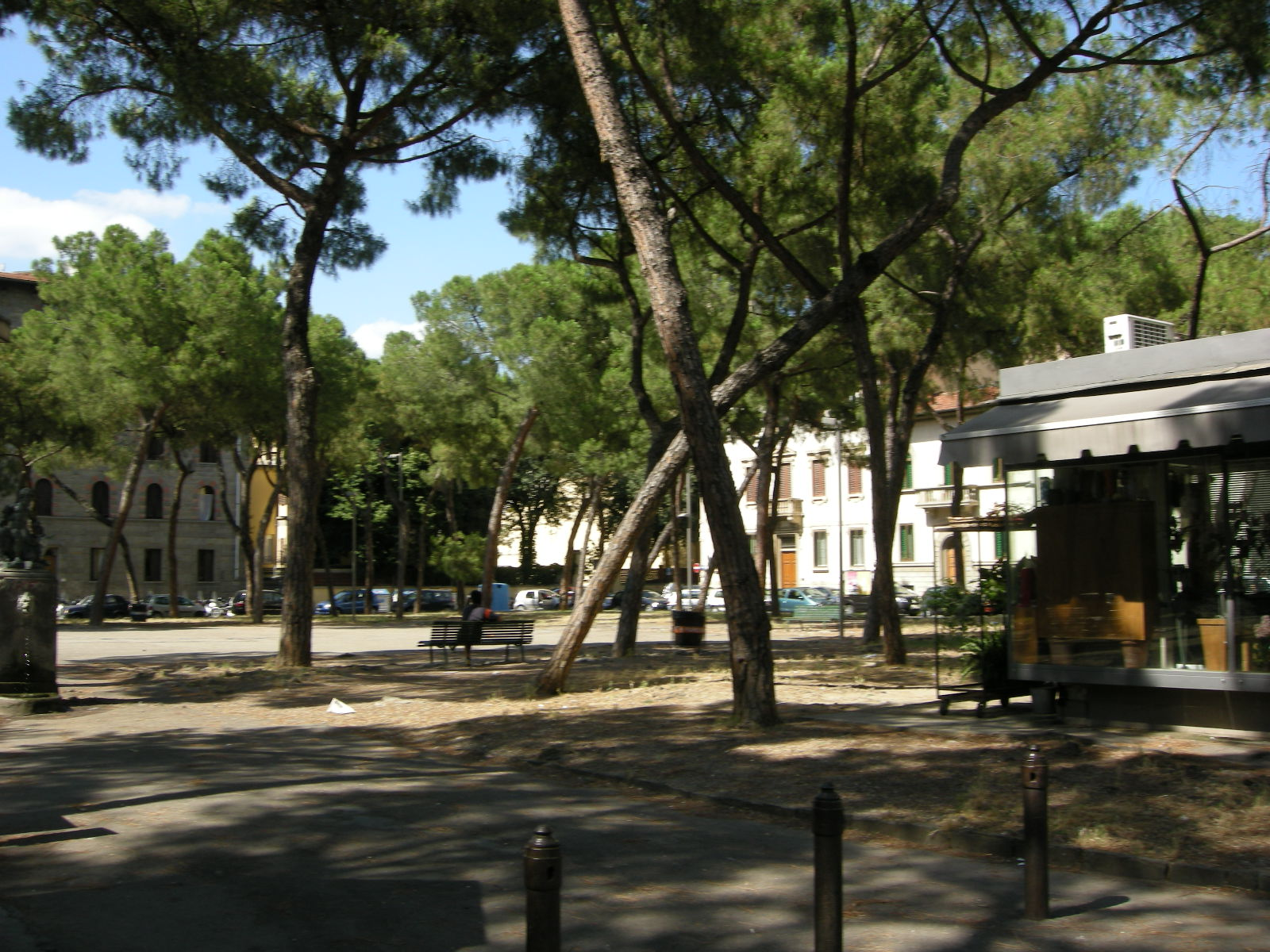
Piazza della Vittoria prima della riqualificazione (2008)

Venne proposta la ricostituzione di un reticolo di pini domestici, come da impianto originario della piazza. Degli alberi esistenti, fu suggerito di sostituirne 24 nella prima fase, mentre un gruppo di 13 alberi nell'area della piazza corrispondente all'ingresso con via Puccinotti fu sottoposta ad indagini diagnostiche per valutarne la possibilità di conservazione. Tale analisi fu affidata all'agronomo Luigi Sani, uno dei massimi esperti di pini in Italia del settore. La piazza nella sua disposizione finale avrebbe dovuto avere 34 alberi in più rispetto a prima del progetto. Il progetto prevedeva anche che la struttura definitiva della piantumazione arborea della piazza fosse stata realizzata in un periodo di cinque anni, sulla base dei risultati delle verifiche condotte parallelamente sugli esemplari esistenti.

Il progetto suggerì la fornitura e l'installazione di 42 nuove panche poste in vari punti della piazza e dei percorsi di accesso, che sarebbero realizzate con doghe in legno e struttura in ghisa comprensiva di braccioli. L'intera superficie calpestabile della piazza fu proposta da ripavimentare con uno strato drenante. Il progetto prevedeva anche un completo rinnovamento del sistema di smaltimento delle acque meteoriche. Incremento dell’impianto di illuminazione con 25 nuovi punti luce con lanterne a led, su palo di altezza 4,5 metri, posizionati all’interno della piazza, ad integrazione dell’assetto attuale composto da 14 lampioni perimetrali a doppia lanterna ubicati lungo i marciapiedi e un palo artistico in ghisa con doppia lanterna situato al centro del piazzale rettangolare. La piazza sarebbe stata dotata di un impianto di irrigazione per gli alberi di nuova piantumazione e per il prato, alimentato dall'acqua del pozzo di nuova perforazione.

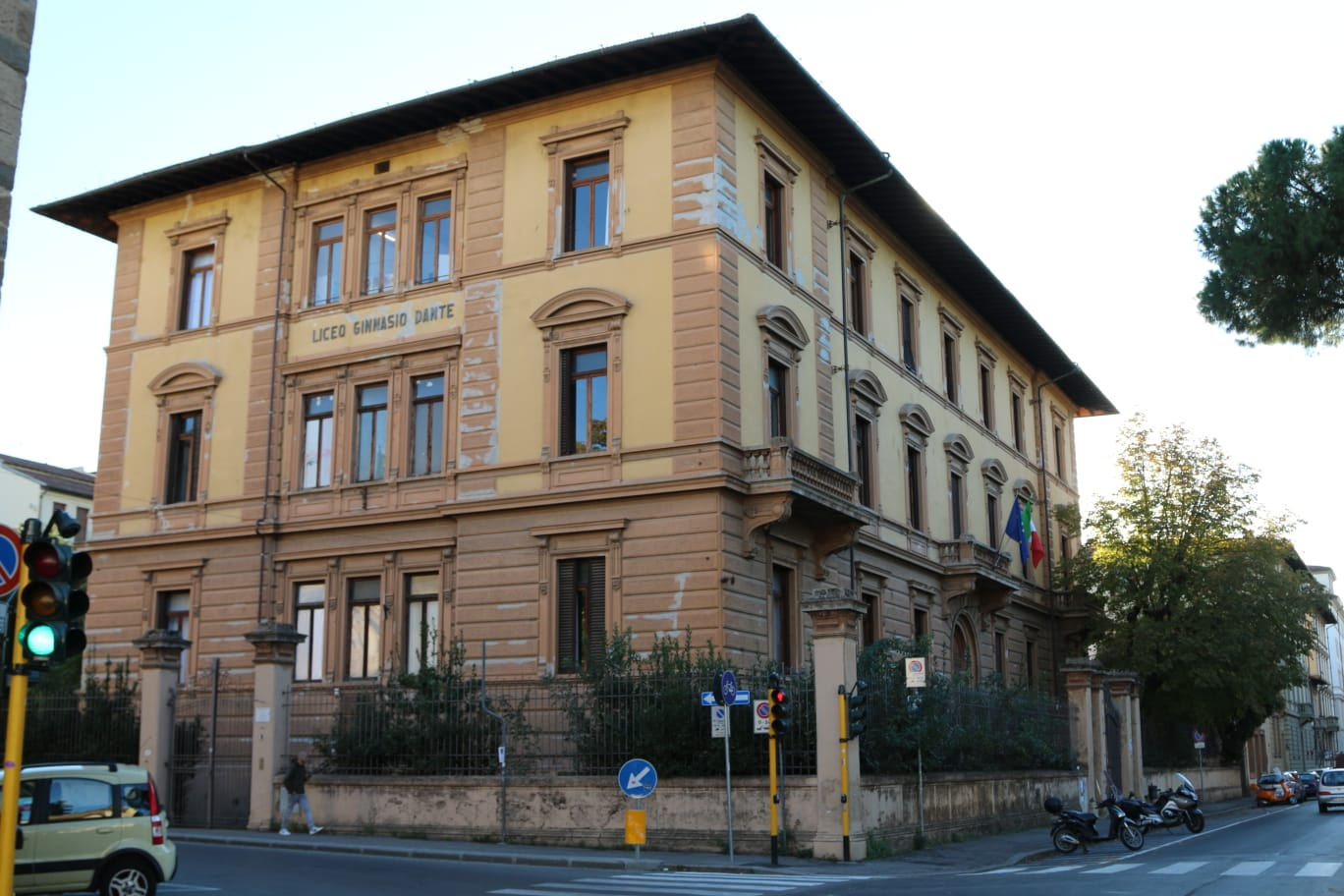
Il Liceo Ginnasio Dante

L'area adiacente all'ingresso da via Puccinotti, dove si trovano un chiosco di giornalaio, un chiosco di fioraio, una cabina telefonica e un fontanello dell’acqua potabile, fu intesa ad essere interamente conservata e mantenuta. Nell'ottica di realizzare un'unica area attrezzata di servizi per i cittadini negli spazi attigui alle strutture esistenti, il progetto suggerì di realizzare anche la predisposizione degli attacchi per un servizio igienico autopulente, un gazebo con sedute da utilizzare come punto di ritrovo per gli utenti della piazza, e un sistema wifi.

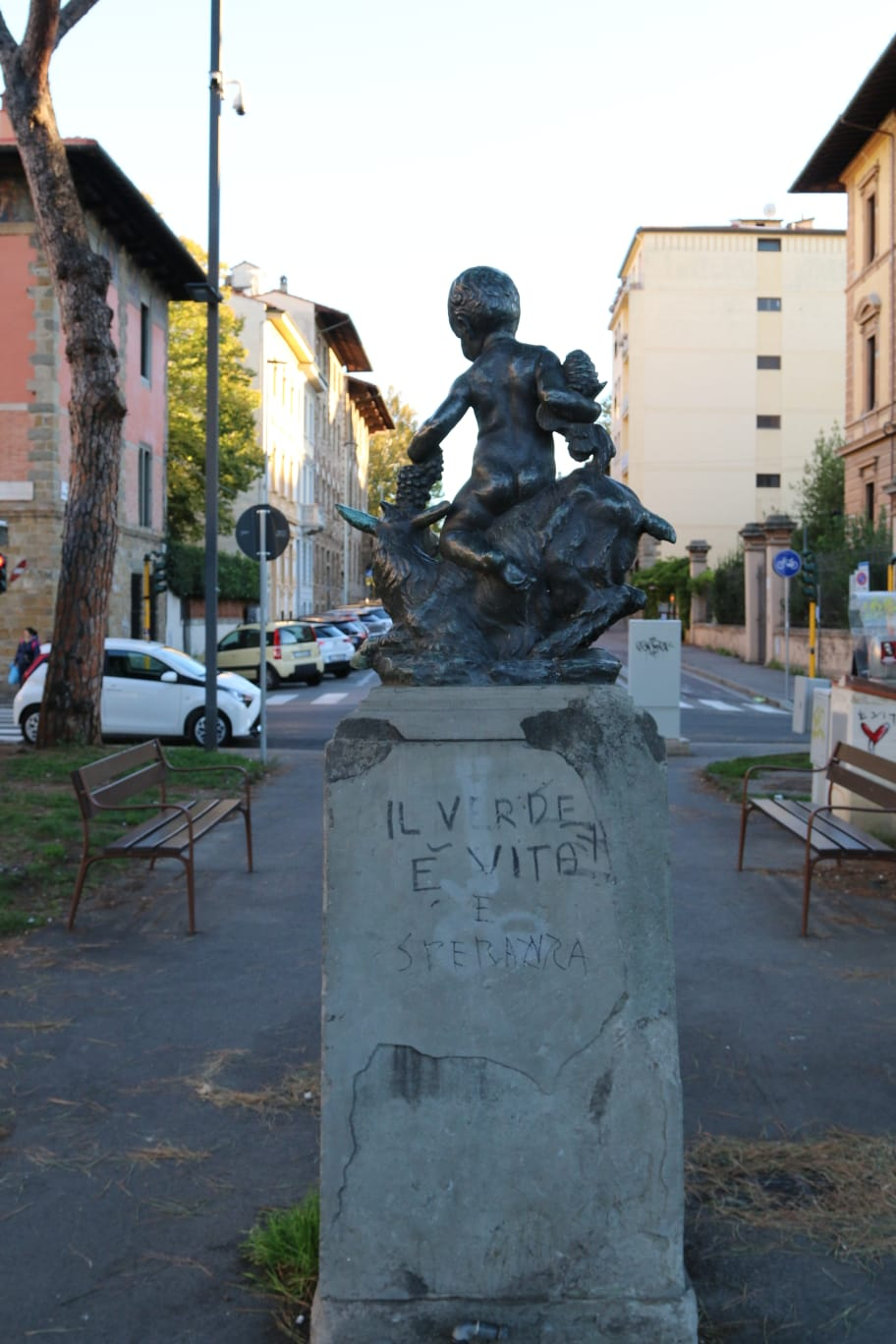
Fontana dei capretti con la scritta "il verde è vita e speranza"

### La realizzazione dei piani
I lavori di riqualificazione, finiti nel 2021, hanno riguardato l’intera superficie calpestabile della piazza, che è stata ripavimentata con manto drenante, e in particolare: la porzione centrale e i vialetti intermedi (circa 1200 mq) con pacchetto in asfalto drenante rifinito con manto di usura in inerti a vista; i nuovi percorsi in diagonale in ghiaino stabilizzato (circa 400 mq). È stato inoltre rifatto il manto del marciapiede perimetrale (600 mq), con un’attenzione particolare all’accessibilità e all’eliminazione delle barriere architettoniche.
Per quanto riguarda il verde, sono stati messi a dimora 62 nuovi pini domestici secondo una griglia regolare di 8 x 8 metri. Nella parte corrispondente all’ingresso con via Puccinotti, un gruppo di 11 alberi adulti è stato mantenuto per garantire una zona d’ombra nei primi anni di attecchimento e sviluppo dei nuovi pini in altezza. A servizio del verde è stato realizzato un impianto di irrigazione per le alberature di nuovo impianto e per il prato, alimentato dall’acqua del pozzo di nuova realizzazione con cisterna di accumulo. È stato poi completamente rifatto l’impianto di smaltimento delle acque meteoriche.
Rinnovati anche gli arredi, con 28 nuove panchine con doghe in legno e struttura in ghisa che sono state sistemate in vari punti della piazza e dei vialetti di accesso. Con la conclusione degli interventi di riqualificazione di piazza della Vittoria, è stato acceso il nuovo impianto di illuminazione, progettato e realizzato da Silfi, che ha inteso creare una fusione fra design classico e tecnologia contemporanea. L’impianto di illuminazione infatti si integra con il progetto di configurazione della piazza di stampo ottocentesco grazie alla collaborazione con la Direzione Ambiente del Comune di Firenze, seguendo la geometria degli spazi e dei vialetti pedonali che la caratterizzano secondo un disegno di forte caratterizzazione simmetrica. I nuovi pali decorativi ai quali sono sospesi gli apparecchi di illuminazione di alluminio bianco richiamano l’estetica ottocentesca. Rinnovato grazie a Publiacqua anche il fontanello di alta qualità, con nuova veste esterna e schermo informativo in linea con il restyling di tutta la piazza.

## Controversie

### I pini della piazza
Piazza della Vittoria fu ufficialmente completata nel 1931 con l'aggiunta di altri pini nelle quattro grandi aiuole perimetrali che insieme formarono quattro colonnati verdi, con 31 pini per lato. Nel grande vano centrale in ghiaia furono sistemate quattro aiuole ispirate alle aiuole di Piazza Poggi.

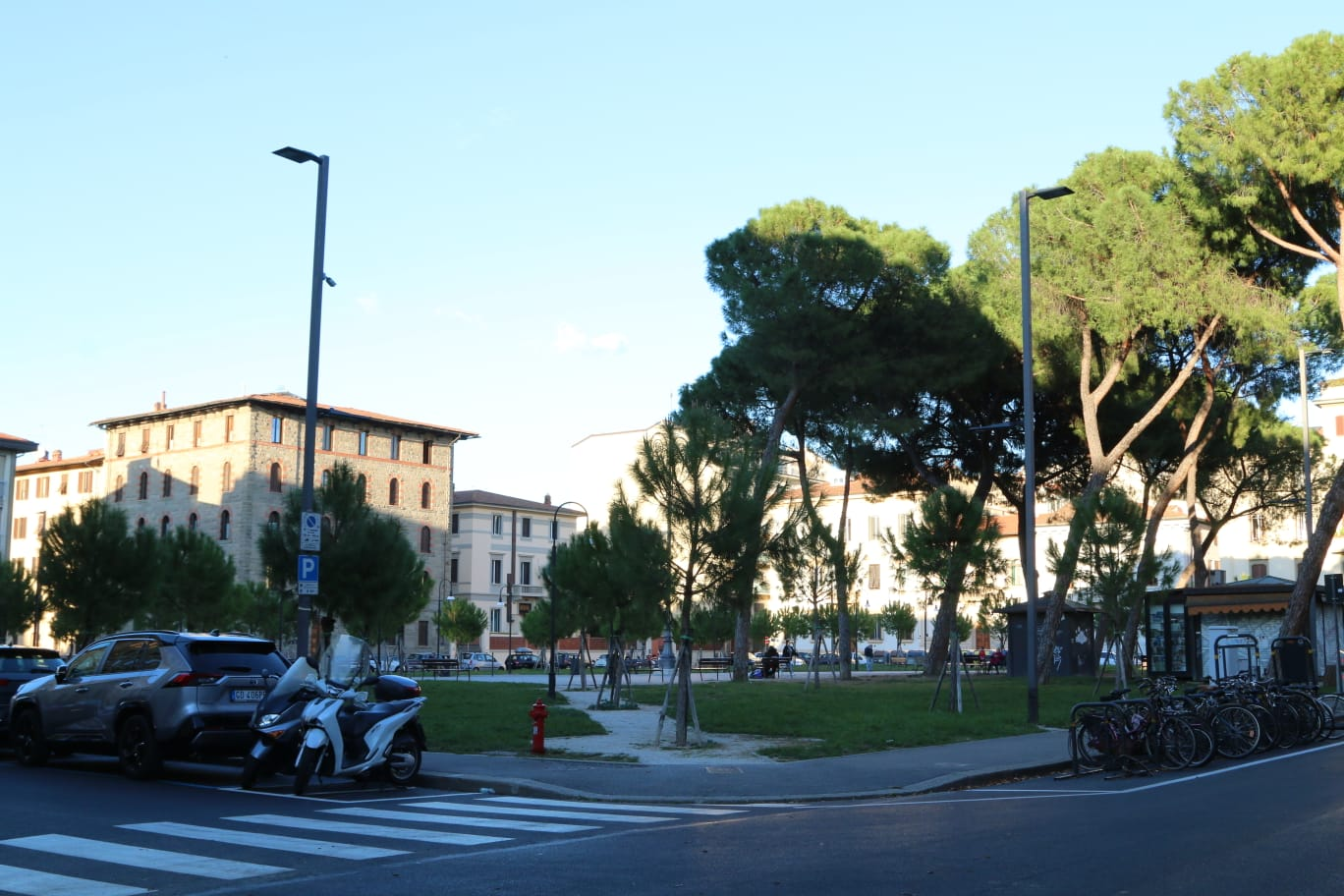
La vista della piazza dalla via Francesco Puccinotti. A destra si vedono i vecchi pini, a sinistra i pini piantati dopo la riqualificazione della piazza.

Dopo la Seconda guerra mondiale, durante la quale i pini fornirono il loro apporto di resina, come fu visibile dai tronchi feriti, la piazza fu restaurata dal Servizio giardini comunale. In quell'occasione furono confermati la partitura e la disposizione della pineta ereditata dal passato e la piazza nel 1955 fu dotata di nuovi arredi e della "fontana dei capretti", così denominata dal gruppo bronzeo dello scultore Valmore Gemignani.
Negli anni '90 iniziò un lento declino della qualità degli spazi verdi in quanto questa piazza divenne un parcheggio, il quale costrinse il WWF e l'allora presidente Maurizio DaRe a intervenire.
Fin dal 1997, quando il Comune si ribellò all'idea di realizzare un parcheggio sotterraneo al posto della Piazza, questi pini simboleggiano la lotta per il salvataggio degli alberi adulti di Firenze e il mantenimento degli spazi verdi nell'ambito urbano. Tuttavia, anche se il progetto del parcheggio è fallito, la sua visione di sbarazzarsi dei pini è rimasta e la pratica del taglio è continuata negli anni successivi. A parte il ramo da uno dei pini caduto sul chiosco del fioraio durante la forte nevicata del 2010, il vicepresidente ei sostenitori dell'Associazione Piazza della Vittoria affermarono che i pini rimasero sani e senza il pericolo di caduta. Nel periodo compreso tra l'inizio dell'operazione di taglio degli alberi negli anni '90 e il 2019, la piazza è stata privata di 82 esemplari, senza che fossero ripiantati altri alberi.

### Proteste legate alla riqualificazione
Nel 2019, il comune di Firenze annunciò la decisione di tagliare alcuni pini della piazza della Vittoria che erano classificati in classe ‘D’ secondo le perizie del giugno 2018, per cui dovevano essere tagliati.  Questa decisione fu accolta con disapprovazioni da parte dei cittadini, ma soprattutto dei residenti del quartiere. Il 30 luglio 2019, nella piazza fu organizzata una conferenza stampa dell'Associazione Piazza della Vittoria chiamata "Una piazza da vivere". La conferenza tentò di accordarsi con il Comune di Firenze per creare un patto di collaborazione sulla base del Regolamento comunale sulla partecipazione dei cittadini.
Il 1 agosto 2019, i lavori di abbattimento furono interrotti da alcuni manifestanti, tra cui attivisti dell'Associazione Piazza della Vittoria, che si erano distesi di fronte ai camion per non farli avvicinare alla piazza. Poi, reggendo cartelli contro gli abbattimenti, alcuni di loro si erano incatenati agli alberi indicati come quelli da tagliare. Sul posto, la protesta era annunciata, anche agenti della polizia di Stato e della polizia municipale. Non ci sono stati ad ogni modo grossi momenti di tensione. La richiesta dei manifestanti all'amministrazione comunale fu quella di modificare il piano di riqualificazione, che prevedeva entro l'autunno 2019 il taglio di 42 grandi pini nonostante la maggioranza di essi risultasse sana dalle perizie effettuate dal Comune stesso.

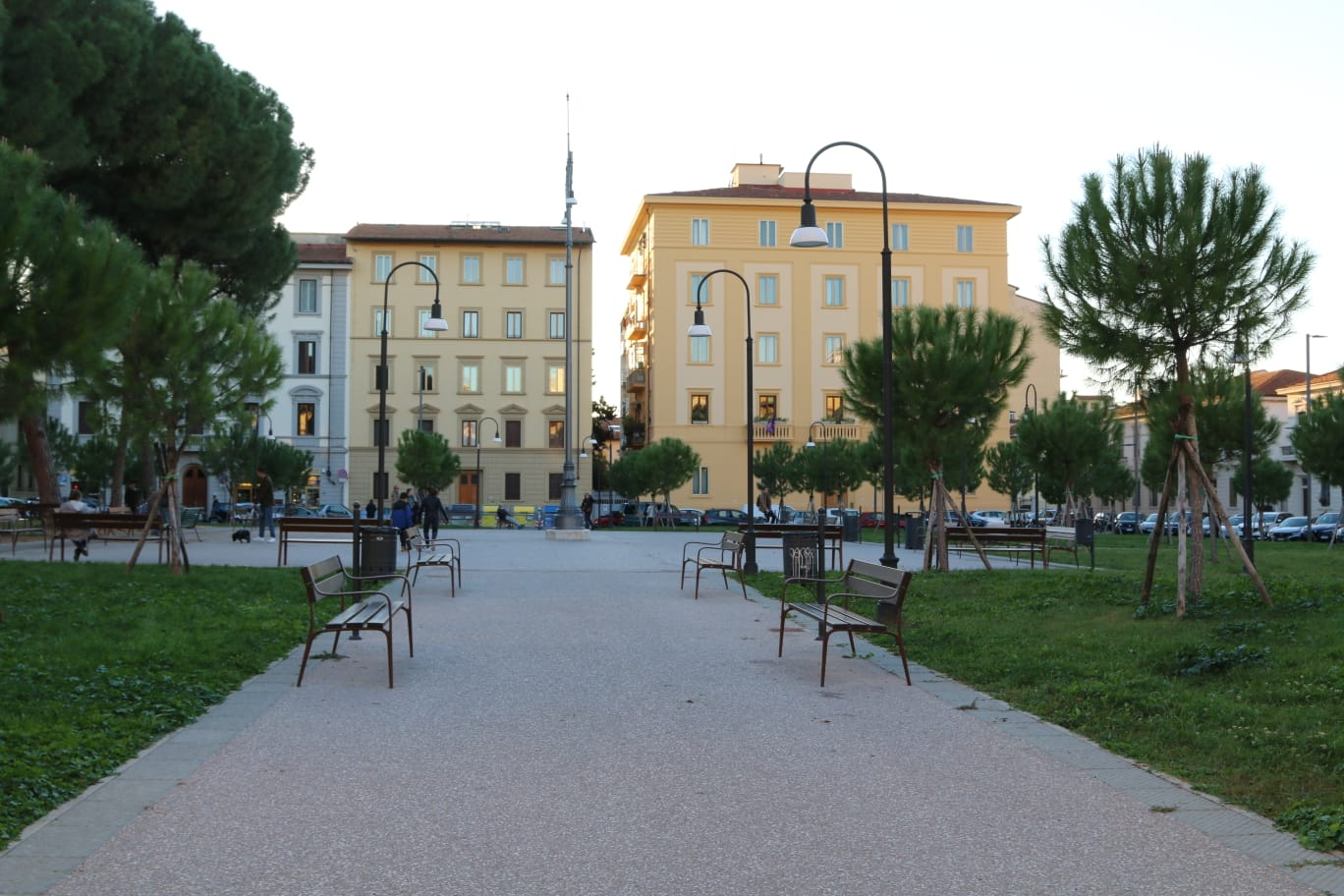
La piazza dopo la riqualificazione (2022)

Le richieste di riconsiderazione e di collaborazione tra il comune e l’Associazione Piazza della Vittoria furono respinte e il 16 agosto 2019 il comune di Firenze iniziò con il taglio dei primi sei pini. Fu la questura a ordinare alla direzione Ambiente del Comune di Firenze di procedere senza preavviso alle operazioni di abbattimento dei sei pini e di farlo insieme agli agenti di polizia seguendo le loro indicazioni, per permettere che le operazioni di pubblico servizio non venissero interrotte. Questa decisione lanciò una serie di proteste dei residenti contro l’abbattimento degli alberi, che continuò negli anni successivi.
Il 12 febbraio 2020, circa 35 persone si sono riunite e hanno impedito l'installazione del cantiere per l'inizio dei lavori di riqualificazione. Decine di fogli contro il taglio delle piante: "Gli alberi sono un bene comune", "I pini sono vita e salute". I manifestanti hanno lamentato l'abbattimento dei 37 alberi presenti, ritenuti ancora sani.
Il 17 febbraio 2020, i lavori di abbattimento vennero ripresi contro il volere dei comitati cittadini. L'inizio dei lavori aveva richiesto la presenza della polizia. Intorno alle 7 di mattina del 17 febbraio, gli agenti arrivati sul posto allontanarono una donna, componente del comitato di residenti che si opponeva al taglio, che era rimasta a presidio della piazza. La stessa donna, che durante le operazioni disse di accusare un malore, infatti fu soccorsa dai sanitari del 118 e portata via in ambulanza. I lavori si svolsero regolarmente, tra le proteste di altri residenti e di attivisti, rimasti comunque al di fuori del cantiere protetto da reti metalliche.
Dopo il taglio degli alberi di 17 febbraio si sono scatenati i comitati contro l'abbattimento. Oltre ai manifestanti si è formata una "maggioranza silenziosa" che voleva la trasformazione della piazza e che sosteneva la decisione di tagliare gli alberi considerati pericolosi.
Dopo i presidi e le proteste i residenti ed i manifestanti erano riusciti ad ottenere il salvataggio di 11 pini nel progetto della nuova piazza e l'impianto di nuove alberature della stessa specie. Nel 2021 per rimpiazzare i pini abbattuti furono piantati 62 nuovi pini, tra cui molti sembravano vicini a seccare solo alcuni mesi dopo essere piantati.